# Recologne (Doubs)
Recologne és un municipi francès situat al departament del Doubs i a la regió de Borgonya - Franc Comtat. L'any 2007 tenia 551 habitants.

## Demografia

### Població
El 2007 la població de fet de Recologne era de 551 persones. Hi havia 220 famílies de les quals 60 eren unipersonals (20 homes vivint sols i 40 dones vivint soles), 64 parelles sense fills, 84 parelles amb fills i 12 famílies monoparentals amb fills.
La població ha evolucionat segons el següent gràfic:
Habitants censats

### Habitatges
El 2007 hi havia 246 habitatges, 225 eren l'habitatge principal de la família, 13 eren segones residències i 8 estaven desocupats. 190 eren cases i 55 eren apartaments. Dels 225 habitatges principals, 150 estaven ocupats pels seus propietaris, 59 estaven llogats i ocupats pels llogaters i 16 estaven cedits a títol gratuït; 1 tenia una cambra, 9 en tenien dues, 30 en tenien tres, 59 en tenien quatre i 126 en tenien cinc o més. 200 habitatges disposaven pel capbaix d'una plaça de pàrquing. A 106 habitatges hi havia un automòbil i a 108 n'hi havia dos o més.

### Piràmide de població
La piràmide de població per edats i sexe el 2009 era:
| Homes | Edats   | Dones |
| ----- | ------- | ----- |
| 0     | 95 o +  | 0     |
| 4     | 90 a 94 | 4     |
| 0     | 85 a 89 | 0     |
| 4     | 80 a 84 | 4     |
| 12    | 75 a 79 | 12    |
| 8     | 70 a 74 | 4     |
| 0     | 65 a 69 | 12    |
| 8     | 60 a 64 | 4     |
| 12    | 55 a 59 | 8     |
| 16    | 50 a 54 | 12    |
| 12    | 45 a 49 | 28    |
| 28    | 40 a 44 | 24    |
| 28    | 35 a 39 | 28    |
| 16    | 30 a 34 | 12    |
| 4     | 25 a 29 | 12    |
| 8     | 20 a 24 | 12    |
| 36    | 15 a 19 | 9     |
| 20    | 10 a 14 | 20    |
| 12    | 5 a 9   | 12    |
| 12    | 0 a 4   | 8     |

## Economia
El 2007 la població en edat de treballar era de 354 persones, 263 eren actives i 91 eren inactives. De les 263 persones actives 250 estaven ocupades (124 homes i 126 dones) i 13 estaven aturades (8 homes i 5 dones). De les 91 persones inactives 35 estaven jubilades, 32 estaven estudiant i 24 estaven classificades com a «altres inactius».

### Ingressos
El 2009 a Recologne hi havia 227 unitats fiscals que integraven 571,5 persones, la mediana anual d'ingressos fiscals per persona era de 20.473 €.

### Activitats econòmiques
Dels 28 establiments que hi havia el 2007, 2 eren d'empreses alimentàries, 1 d'una empresa de fabricació d'altres productes industrials, 3 d'empreses de construcció, 8 d'empreses de comerç i reparació d'automòbils, 4 d'empreses de transport, 1 d'una empresa d'hostatgeria i restauració, 1 d'una empresa financera, 2 d'empreses de serveis, 4 d'entitats de l'administració pública i 2 d'empreses classificades com a «altres activitats de serveis».
Dels 13 establiments de servei als particulars que hi havia el 2009, 1 era una gendarmeria, 1 oficina de correu, 1 una oficina bancària, 3 tallers de reparació d'automòbils i de material agrícola, 2 fusteries, 1 lampisteria, 2 perruqueries, 1 restaurant i 1 agència immobiliària.
Dels 2 establiments comercials que hi havia el 2009, 1 era una botiga de menys de 120 m² i 1 una fleca.
L'any 2000 a Recologne hi havia 5 explotacions agrícoles.

## Equipaments sanitaris i escolars
L'únic equipament sanitari que hi havia el 2009 era una farmàcia.
El 2009 hi havia una escola elemental integrada dins d'un grup escolar amb les comunes properes formant una escola dispersa.

## Poblacions més properes
El següent diagrama mostra les poblacions més properes.